# Erythronium dens-canis
Il dente di cane (Erythronium  dens-canis  L., 1753) è una pianta erbacea bulbosa appartenente alla famiglia delle Liliaceae.

## Etimologia
Il nome generico fa riferimento al colore del fiore che normalmente è rosato (Erythros=rosso); mentre l'epiteto specifico (dens-canis) ha una etimologia molto semplice: il bulbo a forma acuminata ricorda il dente di un cane.
Sia il nome botanico che quello del genere venne definito nel periodo 1735-1753 da Carl von Linné (Rashult, 23 maggio 1707 – Uppsala, 10 gennaio 1778), biologo e scrittore svedese, considerato il padre della moderna classificazione scientifica degli organismi viventi.

In lingua tedesca questa pianta si chiama Hundszahnlilie; in francese si chiama Érythrone dent de chien; in inglese si chiama Dog's-tooth Violet.

## Descrizione

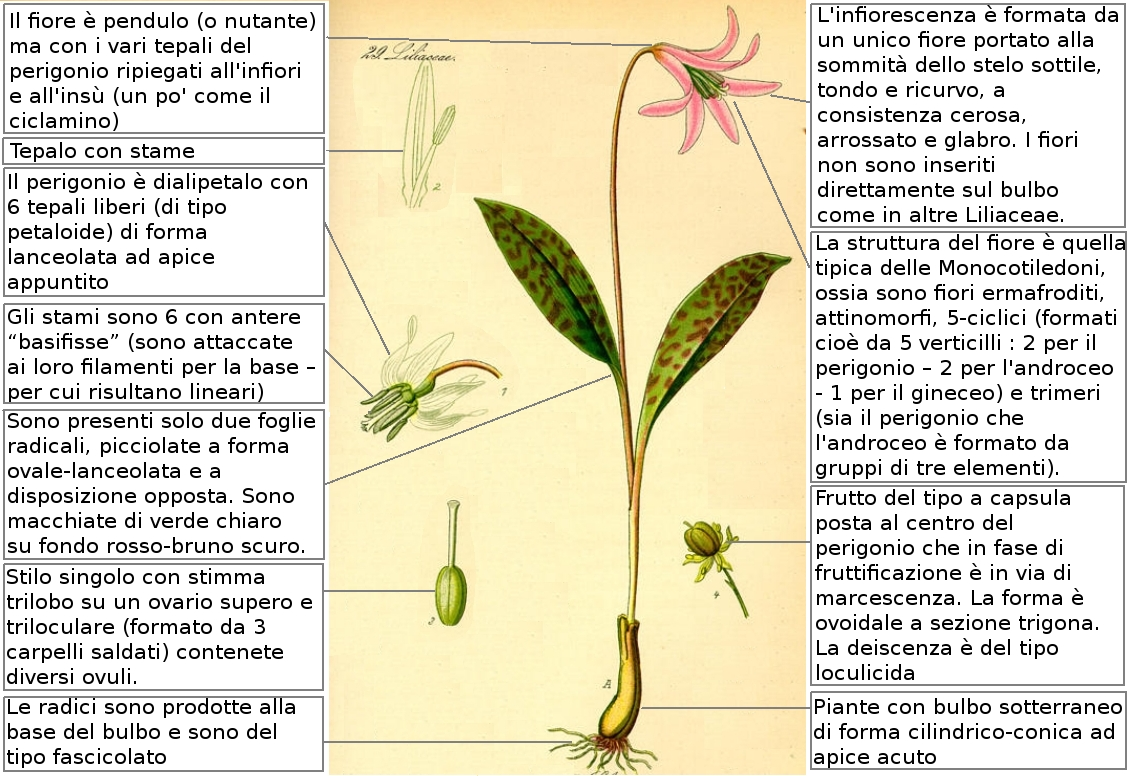
Descrizione delle parti della pianta

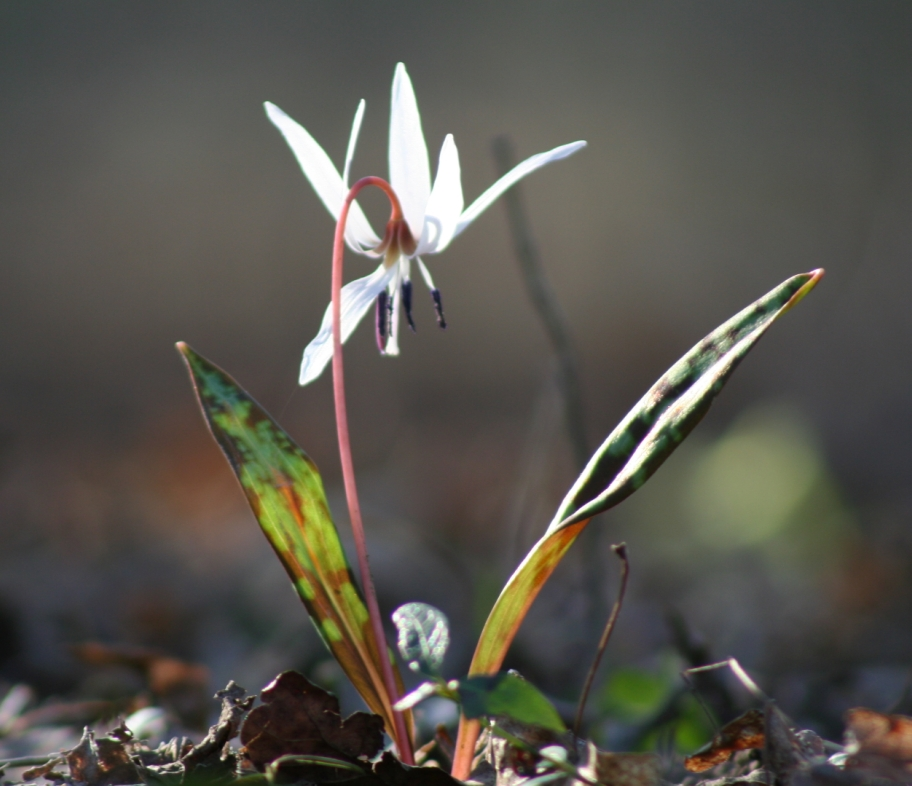
Il portamento
Località: Visome (BL), 350 m s.l.m. - 12/3/2007

Si tratta di una pianta perenne e glabra.  L'altezza varia da 10 a 20 cm. La forma biologica  è geofita bulbosa (G bulb): ossia sono piante perenni erbacee che portano le gemme in posizione sotterranea. Durante la stagione avversa non presentano organi aerei e le gemme si trovano in un organo sotterraneo chiamato bulbo, un organo di riserva dal quale, ogni anno, si dipartono radici e fusti aerei.

### Radici
Le radici sono prodotte alla base del bulbo e sono del tipo fascicolato.

### Fusto
Sono piante acauli (senza fusto – quello che sembra un fusto in realtà è il peduncolo dell'infiorescenza); possiedono solamente un bulbo sotterraneo di forma cilindrico-conica ad apice acuto e di colore bianco (dato dal rivestimento della tunica bulbifera). Dimensione del bulbo: larghezza 7 mm; lunghezza 30 mm. 

### Foglie

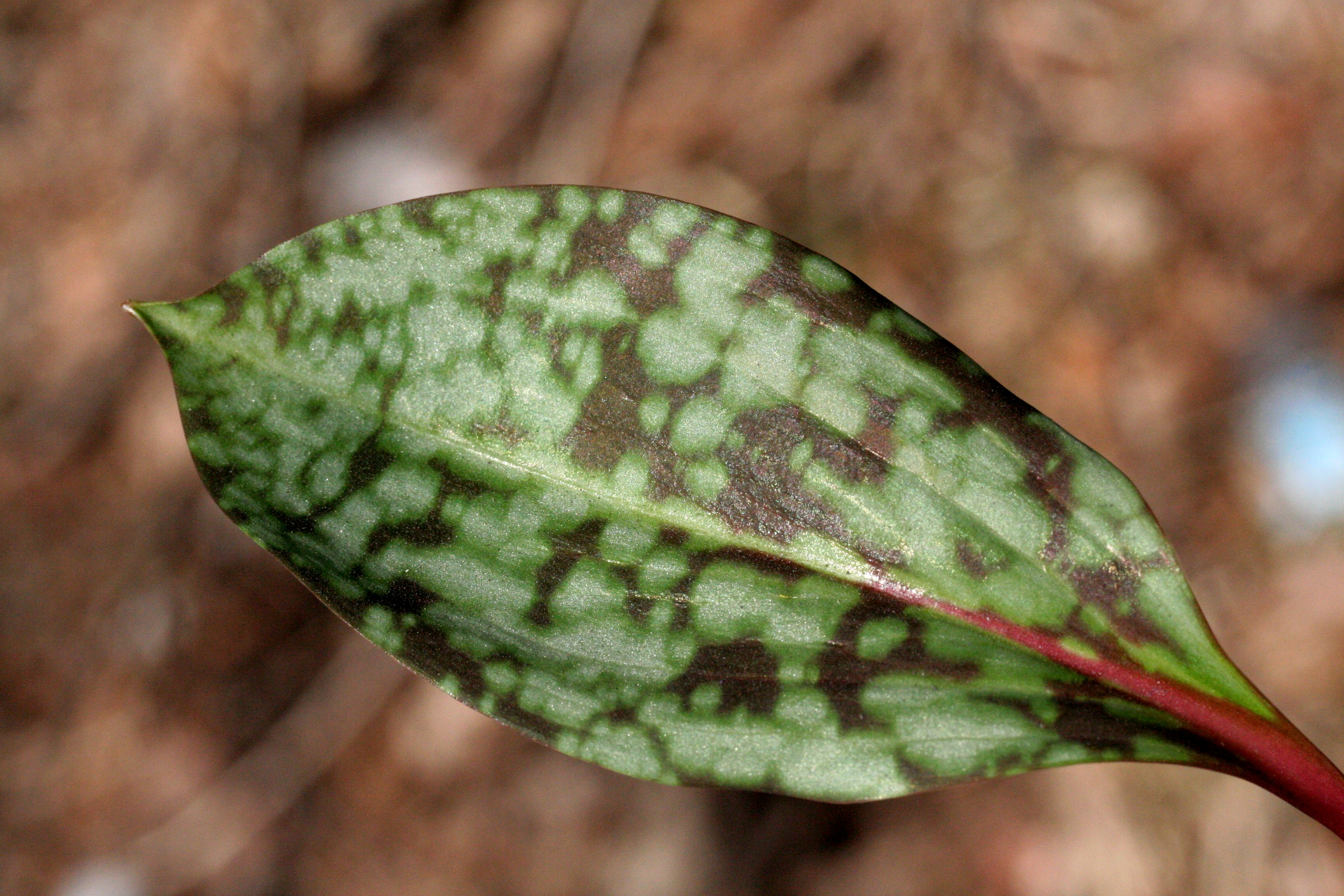
La foglia
Località: Pasa, Sedico (BL), 356 m s.l.m. - 19/3/2009

Questa pianta possiede due sole foglie radicali (o basali), picciolate a forma ovale-lanceolata e a disposizione opposta. Sono macchiate di verde chiaro su fondo rosso-bruno scuro (o viceversa a seconda della varietà). Non sono presenti le foglie cauline per cui il fiore è sempre ben messo in evidenza. La pagina superiore presenta 3 - 5 nervi. Dimensioni della lamina fogliare: larghezza 2 – 3 cm; lunghezza 4 – 7 cm.

### Infiorescenza
L'infiorescenza è formata da un unico fiore portato alla sommità dello stelo (peduncolo) sottile, tondo e ricurvo, a consistenza cerosa, arrossato e glabro. I fiori quindi non sono inseriti direttamente sul bulbo come in altre Liliaceae tipo Colchicum. Il fiore è pendulo (o nutante), ma con i vari tepali del perigonio ripiegati all'infuori e all'insù (un po' come il ciclamino).

### Fiore

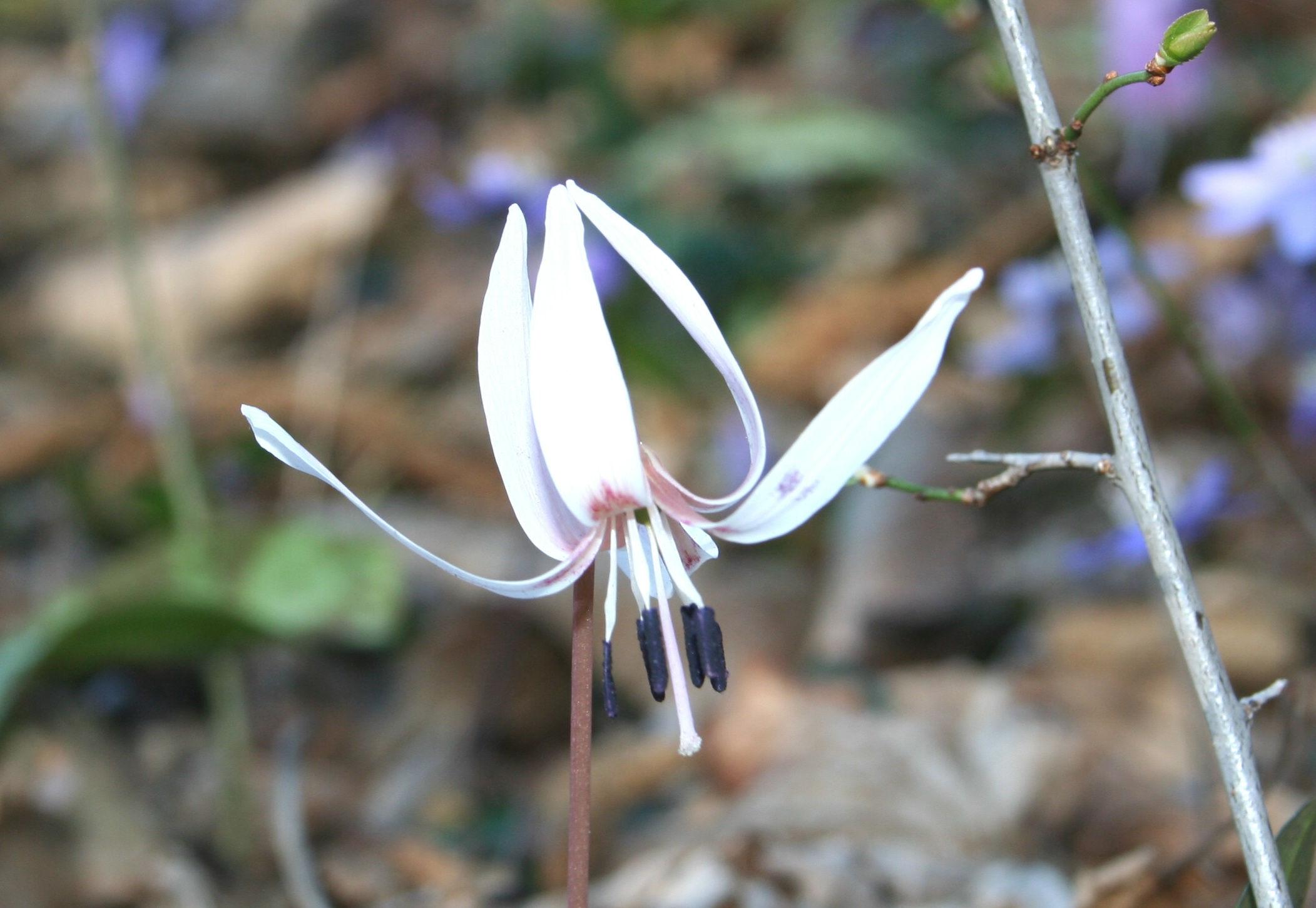
Il fiore
Località: Visome (BL), 350 m s.l.m. - 12/3/2007

La struttura del fiore è quella tipica delle Monocotiledoni, ossia sono fiori ermafroditi, attinomorfi, 5-ciclici (formati cioè da 5 verticilli: 2 per il perigonio – 2 per l'androceo  - 1 per il gineceo) e trimeri (sia il perigonio che l'androceo è formato da gruppi di tre elementi). I colori vanno dal violetto, al rosa, al bianco e alcune varietà presentano anche un profumo delicato. La lunghezza del fiore va da 15  a 50 mm.
- Formula fiorale:

- P 3+3, A 3+3, G (3) (supero)

- Perigonio: il perigonio è dialipetalo con 6 tepali liberi (di tipo petaloide) di forma lanceolata ad apice appuntito e portati all'insù, cui fanno da contrappunto stami e pistillo che sporgono nella parte inferiore. All'interno del perigonio sono presenti dei cuscinetti nettariferi. Dimensione dei tepali: larghezza 8 mm; lunghezza 35 mm.

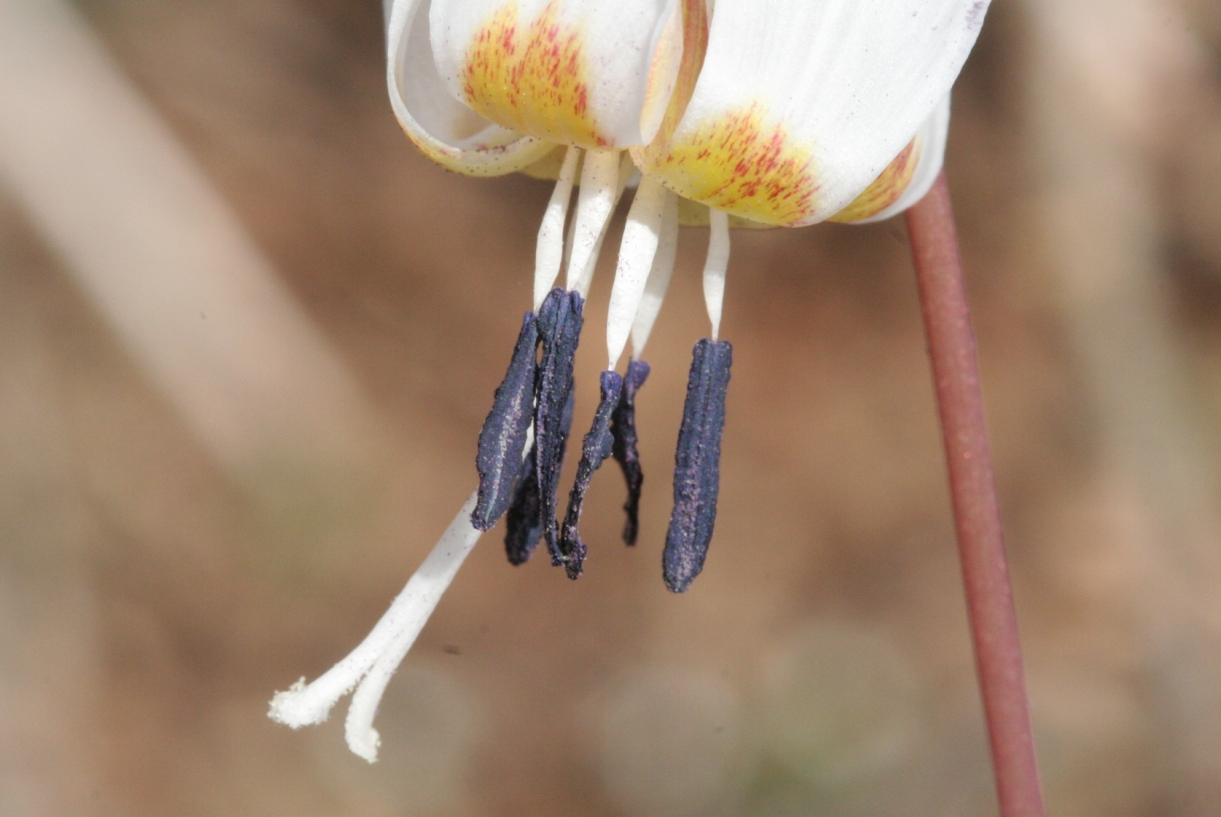
Stami e pistillo
Località: Pasa, Sedico (BL), 356 m s.l.m. - 19/3/2009

- Androceo: gli stami sono 6 con antere “basifisse” (sono attaccate ai loro filamenti per la base – per cui risultano lineari). Il colore delle antere è violaceo-nerastro. Lunghezza delle antere: 7 mm.
- Gineceo: lo stilo è singolo con stimma trilobo (sviluppato a ventaglio, ossia in piano) su un ovario supero e triloculare (formato da 3 carpelli saldati) contenente diversi ovuli. Il colore dello stilo è bianco ed è più lungo degli stami per cui sporge visibilmente.
- Fioritura: da marzo a maggio (sfiorisce molto rapidamente, come rapidamente fiorisce).
- Impollinazione: l'impollinazione è entomofila, ossia tramite insetti (farfalle e ditteri).

### Frutti

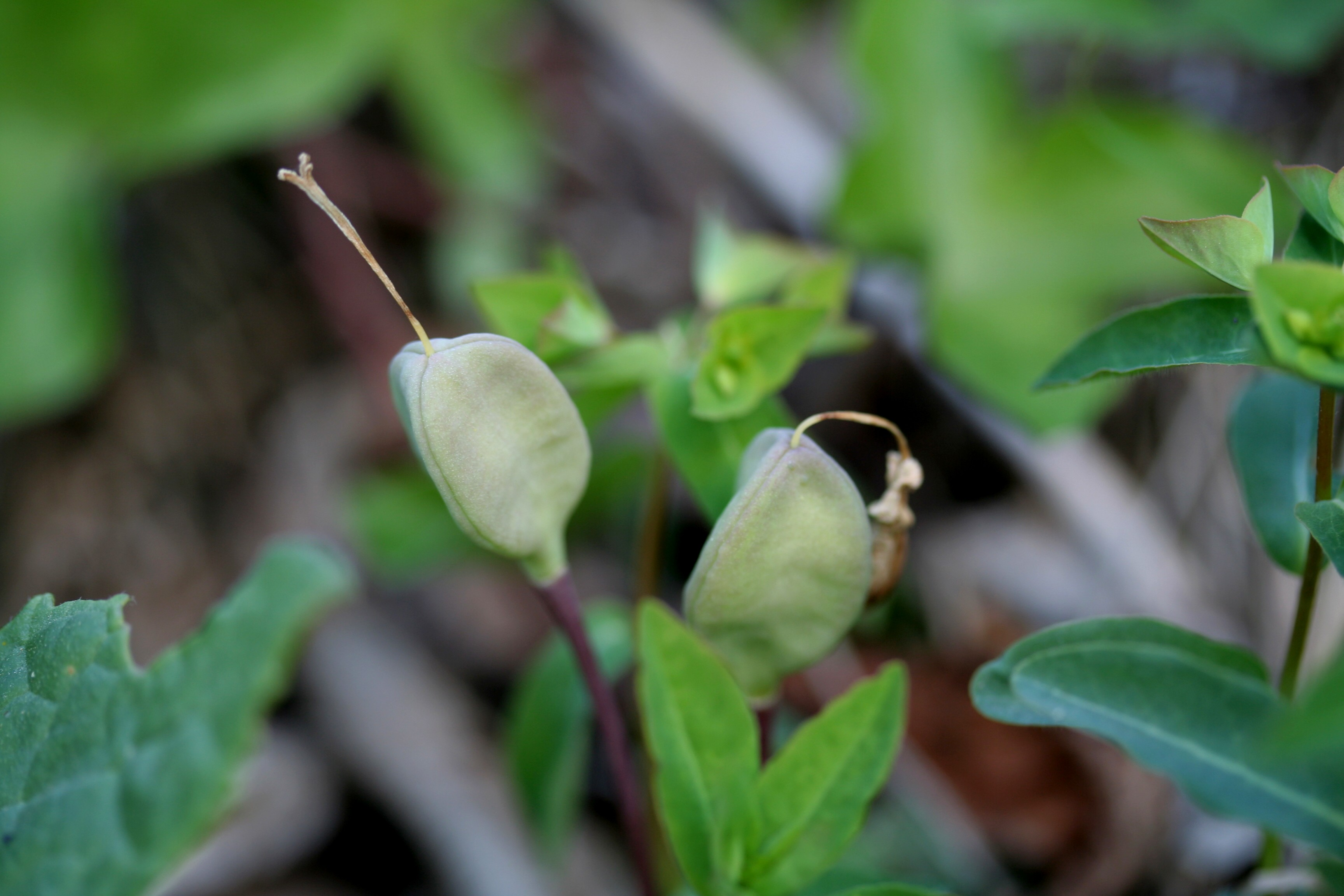
Il frutto
Località: Villiago, Sedico (BL), 387 m s.l.m. - 13/4/2009

Il frutto è del tipo a capsula posta al centro del perigonio che in fase di fruttificazione è in via di marcescenza (rimane solo lo stilo che è persistente). La forma è ovoidale a sezione trigona. La deiscenza è del tipo loculicida. I semi maturano da maggio a giugno.

## Distribuzione e habitat
- Geoelemento: il tipo corologico (area di origine) è Sud Europeo – Sud Siberiano; in definitiva il tipo corologico può essere definito più ampiamente come Eurasiatico.
- Diffusione:  in Italia si trova al nord (e in parte al centro) ed è considerata specie rara. Sulle Alpi italiane è presente ovunque fuorché nelle provincie di Bolzano[senza fonte]. Fuori dalla penisola italiana si trova soprattutto nell'Europa orientale e meridionale, ma anche nel Caucaso, nella Siberia e nel Giappone. È presente inoltre sui seguenti rilievi europei: Pirenei,  Massiccio Centrale,  Massiccio del Giura, Carpazi, Alpi Dinariche e Monti Balcani.
- Habitat: i suoi fiori solitari, sbocciano all'inizio della primavera, soprattutto nei prati delle Prealpi, in zone fredde ma riparate ai margini dei boschi di latifoglie (faggete, carpineti, leccete, betuleti e castagneti); ma anche negli arbusteti meso-termofili. Il substrato preferito è sia calcareo che siliceo con valori neutri di pH e medi valori nutrizionali su terreno mediamente umido.
- Diffusione altitudinale: questa pianta si può trovare fino a circa 600 m s.l.m. (raramente fino a 1500 m s.l.m.); quindi frequenta il piano collinare e quello montano.

## Fitosociologia
Dal punto di vista fitosociologico la specie di questa scheda  appartiene alla seguente comunità vegetale:
Formazione : comunità forestali
Classe : Carpino-Fagetea sylvaticae

## Usi

### Cucina
È una pianta commestibile, consumata a crudo, insieme ad altre insalate, o lessata (questo soprattutto nella Mongolia e nella Siberia). I giapponesi invece, dai bulbi, estraggono dell'amido per farne delle paste alimentari (tipo “vermicelli”).

### Giardinaggio
Ama l'ombra e i terreni molto ricchi di humus, come quelli dove prospera allo stato selvatico. Per questo viene spesso utilizzata per abbellire il terreno ai piedi di grandi alberi. La riproduzione avviene in estate per moltiplicazione (o divisione) dei bulbi che vanno posti a circa 5–6 cm sottoterra.

## Galleria d'immagini

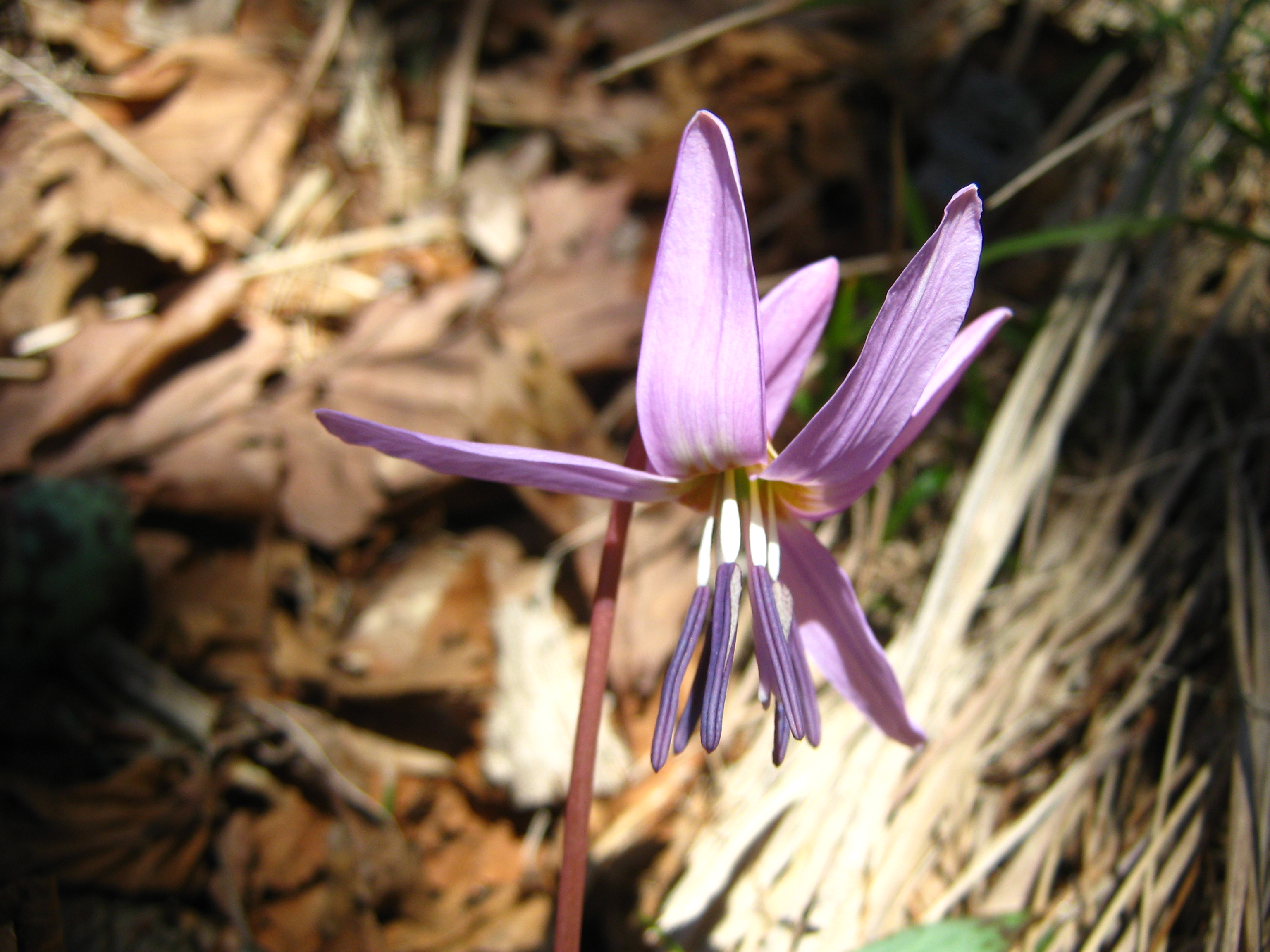
Località : Pasa, Arenzano (GE), 800 m s.l.m. - 5/3/2010
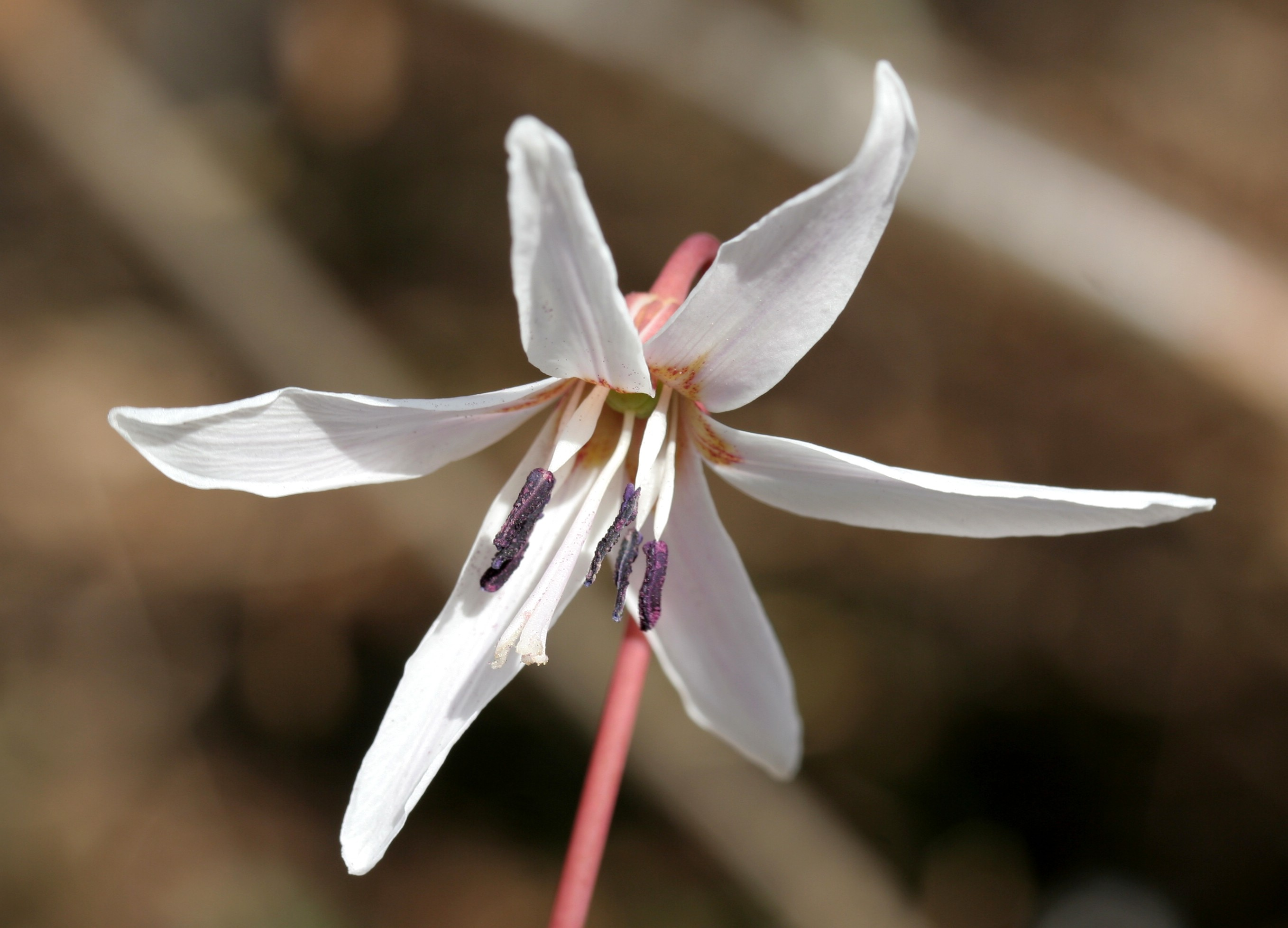
Località : Pasa, Sedico (BL), 356 m s.l.m. - 19/3/2009
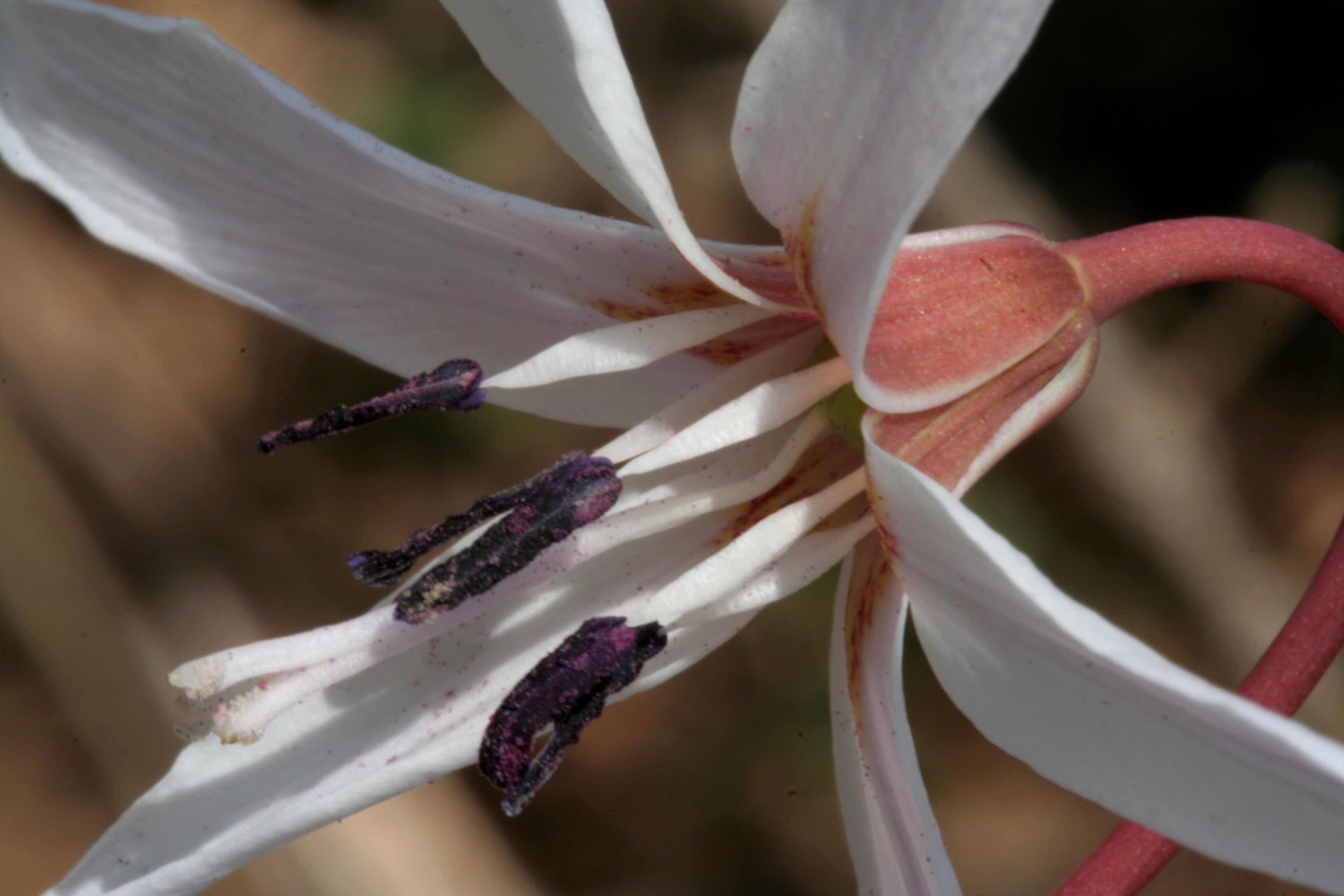
Località : Pasa, Sedico (BL), 356 m s.l.m. - 19/3/2009
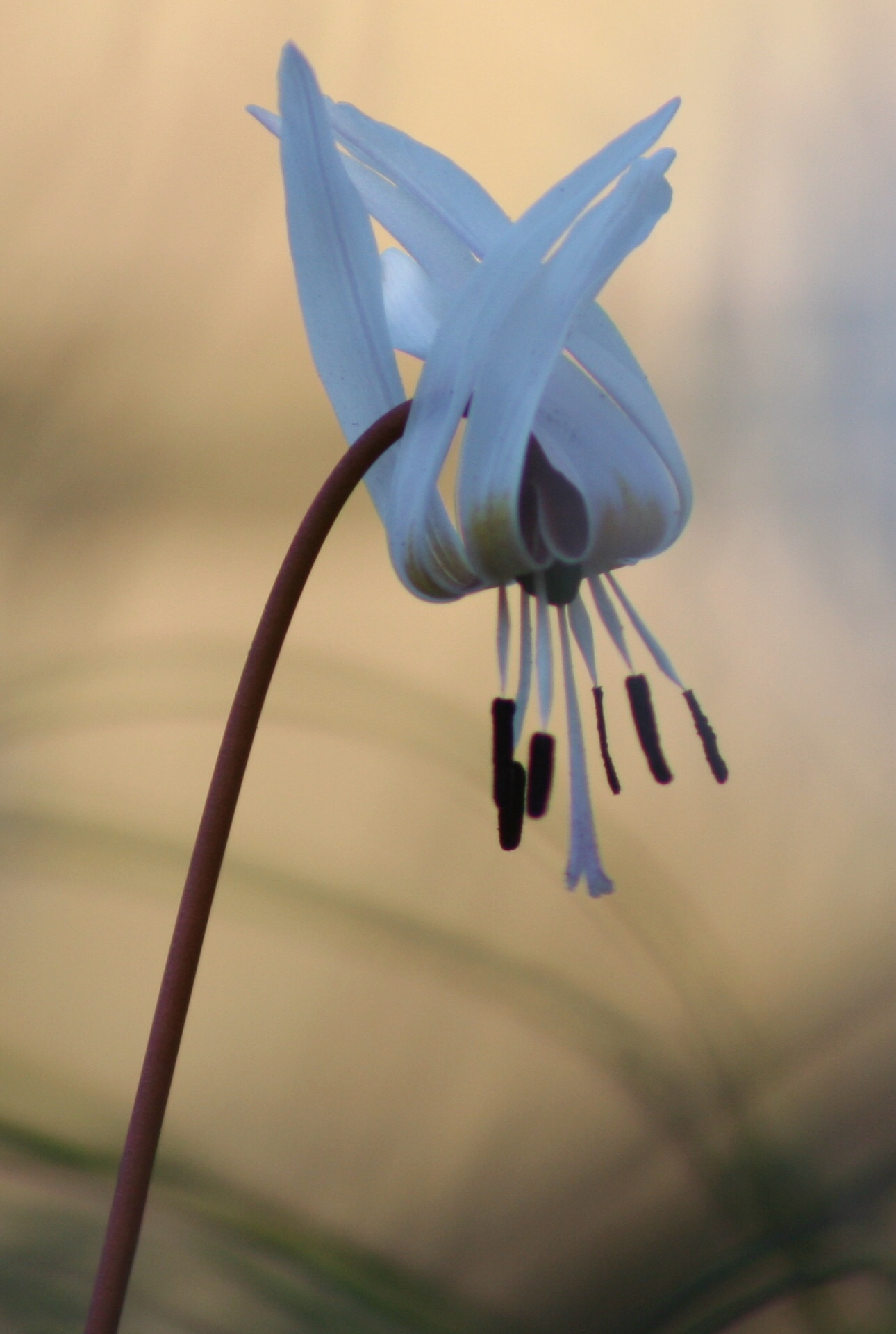
Località : Visome (BL), 350 m s.l.m. - 12/3/2007
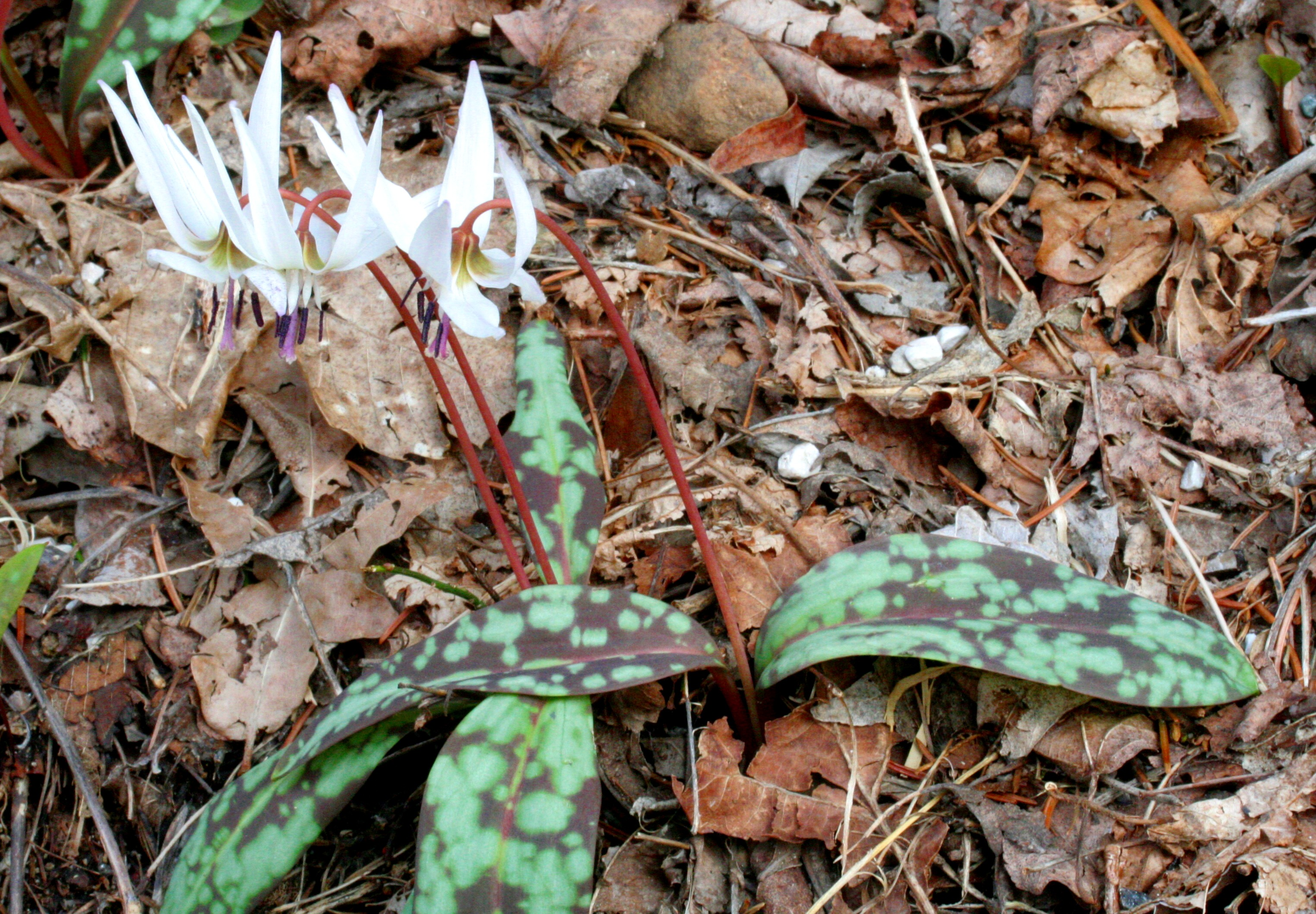
Località : Le Laste, Limana (BL), 661 m s.l.m. - 7/4/2009
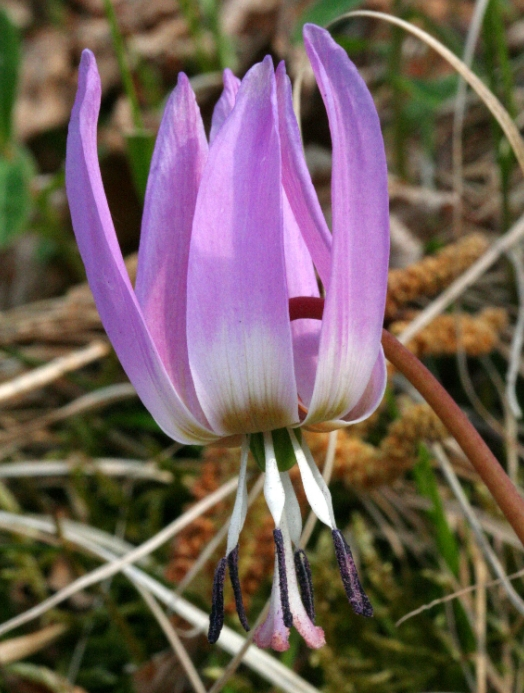
Località : Le Laste, Limana (BL), 661 m s.l.m. - 7/4/2009
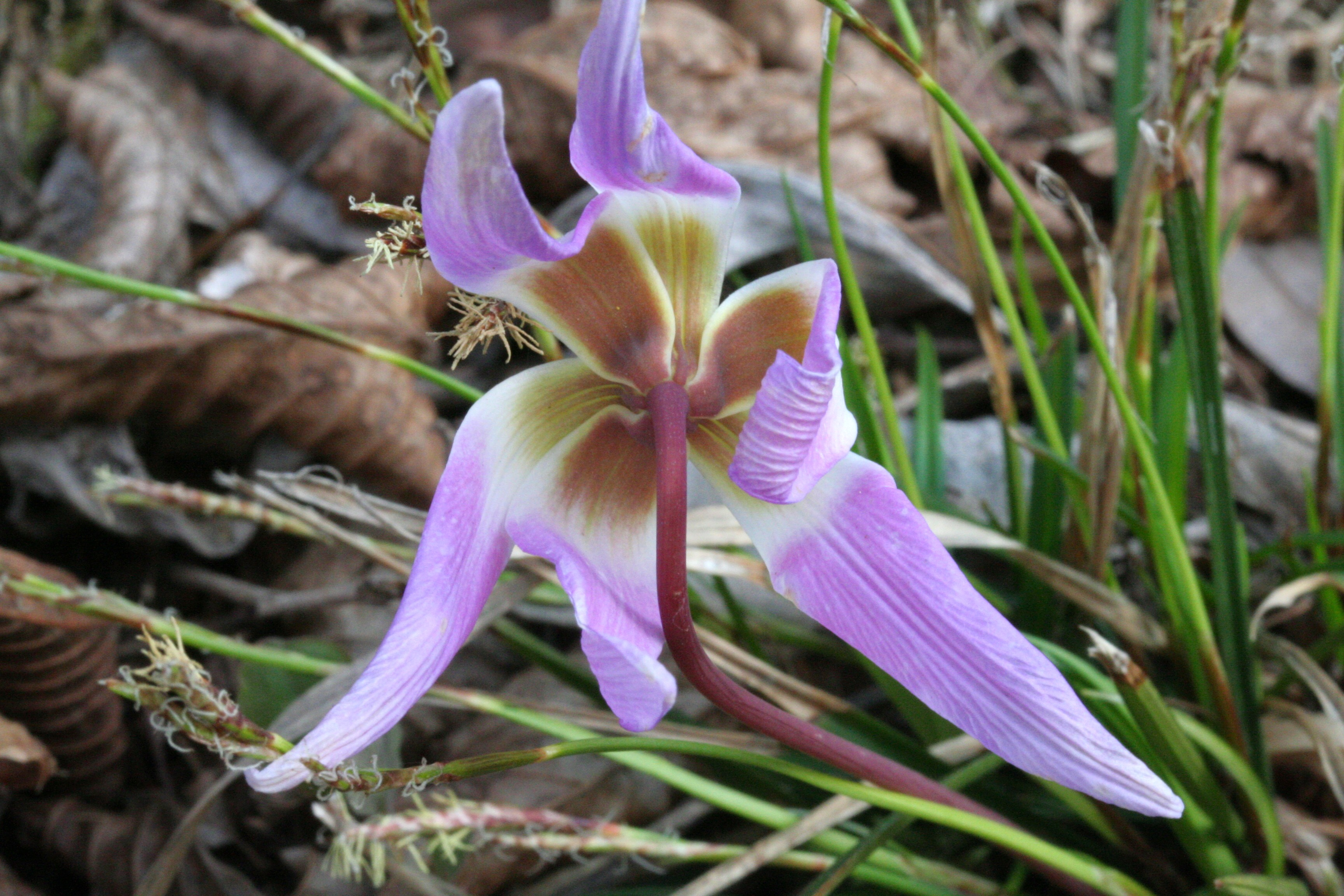
Località : Le Laste, Limana (BL), 661 m s.l.m. - 7/4/2009
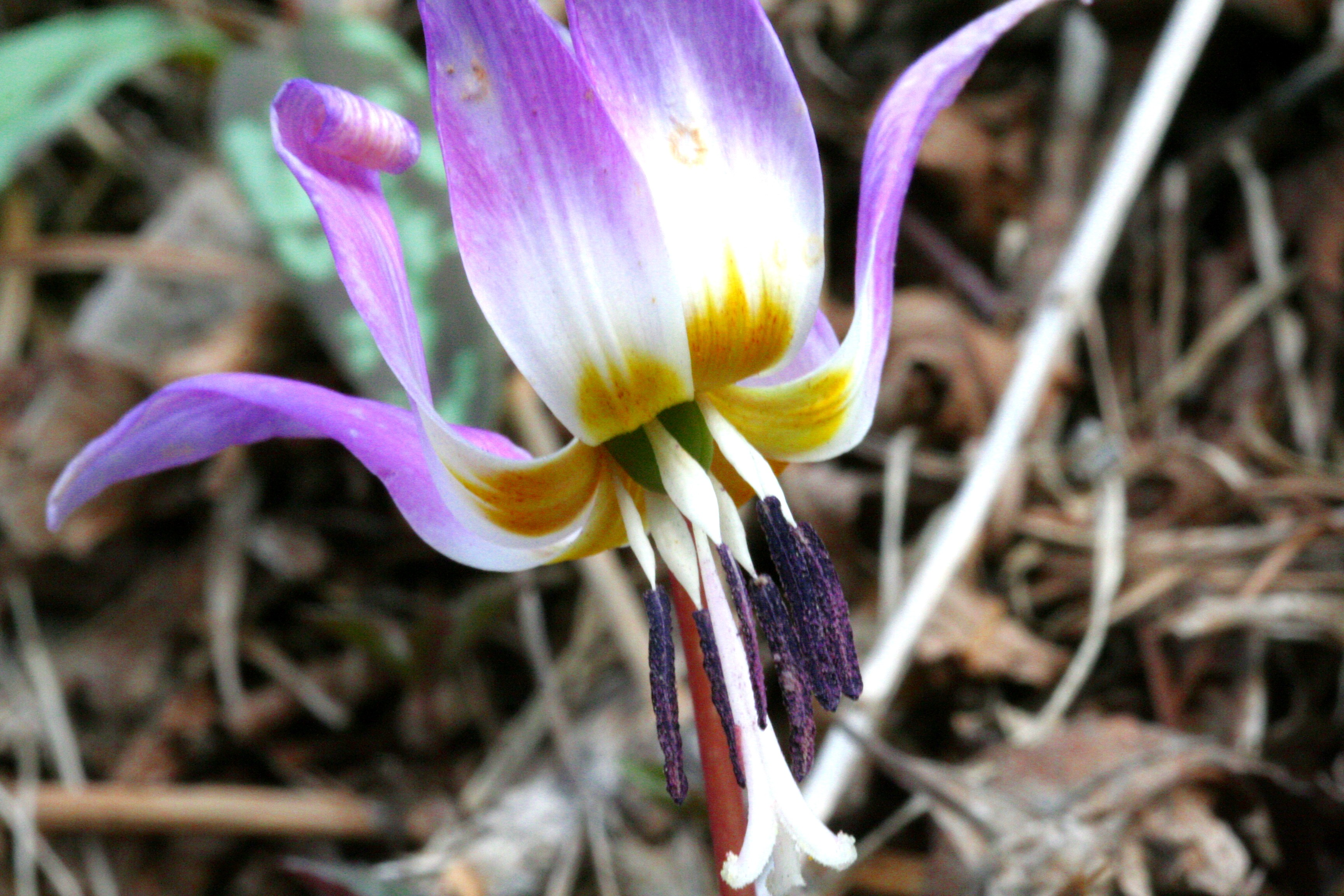
Località : Le Laste, Limana (BL), 661 m s.l.m. - 7/4/2009
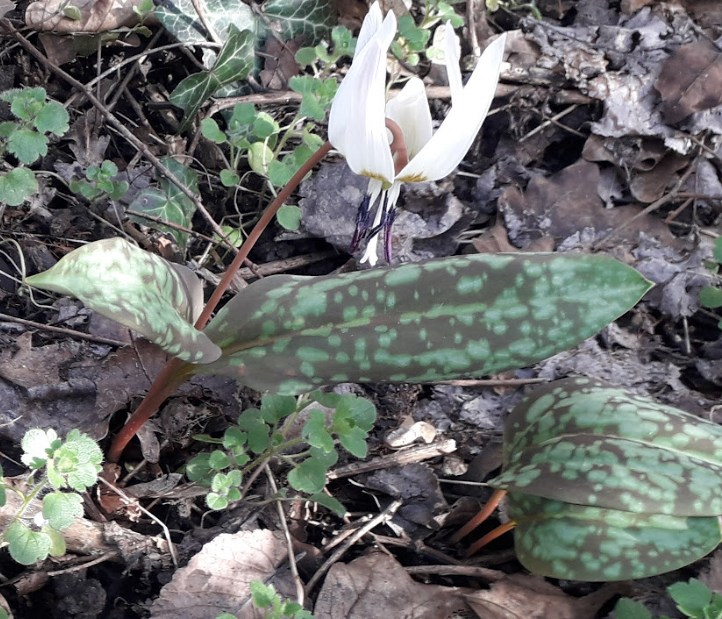
Località : Montebro, Masio (AL), 160 m s.l.m. - 26/2/2021